# 移花接木 (桥牌)
移花接木（又称输张垫输张）是定约桥牌打牌过程中庄家所采取的一种策略，通常出现在有将定约中。移花接木中，庄家在可以王吃防守方的赢墩時，選擇垫掉一张其他花色的输张（无论如何都会输掉的输张）而不是王吃。
移花接木通常是为了起到以下的作用：
1. 保持王牌上的控制
2. 把将吃转移到更安全的花色上（例如为后续的交互王吃做准备）
3. 避免某个特定的防守方赢进
4. 为后续的擠牌调整输磴
5. 作为投入的一部分

## 例子
| ♠     | A J 5    |
| ♥     | 9 8 4    |
| ♦     | A 8 6 2  |
| ♣     | A Q 5    |
| 北 南 |          |
| ♠     | K Q 10 6 |
| ♥     | 5        |
| ♦     | K 9 4 3  |
| ♣     | K J 6 2  |

叫牌后，
| 西   | 北   | 东   | 南 |
| ---- | ---- | ---- | -- |
| 1♥   | 加倍 | 3♥   | 4♠ |
| 不叫 | 不叫 | 不叫 |    |

 南家主打4-3将牌配合的4♠定约。防守方首攻并继续攻出红心。庄家一共有4墩草花，2墩方块，和4墩黑桃。但是，考虑到比较可能的将牌4-2分布，假如南家在手上将吃第二轮红心，那么原本持4张将牌的防守方在稍后将能够将吃庄家的低花赢墩，并兑现剩下的红心赢墩。因此，南家应当在第二和第三墩红心上垫掉手中的方片输墩，从而让明手的将牌来将吃第四轮红心，或者以大牌赢得其它花色的回攻。之后，南家便可以清完将牌并取得其余赢墩。
|   |         | ♠         | Q 10 4      |   |          |
| ♥ | A Q 4   |           |             |   |          |
| ♦ | K J 4   |           |             |   |          |
| ♣ | J 9 7 5 |           |             |   |          |
| ♠ | 7 6 5   | 北西 東南 | 北西 東南   | ♠ | 8        |
| ♥ | 10 8 7  | 北西 東南 | 北西 東南   | ♥ | K J 9 3  |
| ♦ | 9 8 7 5 | 北西 東南 | 北西 東南   | ♦ | Q 10 6 2 |
| ♣ | A K 2   | 北西 東南 | 北西 東南   | ♣ | Q 10 8 4 |
|   |         | ♠         | A K J 9 3 2 |   |          |
| ♥ | 6 5 2   |           |             |   |          |
| ♦ | A 3     |           |             |   |          |
| ♣ | 6 3     |           |             |   |          |

南家主打4♠定约，首攻是♣K，东家第一张打♣8表示欢迎。西家再兑现♣A，又出♣2，明手的♣9被东家的♣10盖上，定约者用将牌吃张。定约者在草花上已經掉了兩副牌，而已經確定到手的牌只有九副。如果紅心偷牌失敗，就要输两墩红心，或者莊家也可嘗試方块偷牌，但若是也不成功呢？
定约者找到了一个好办法：以上的打牌过程说明♣Q在东家，于是定约者连打♠AKQ，剝光東家所有可以安全脫手的牌，然后从明手出♣J。如果東家在清王的過程中墊掉了♣Q，那♣J就是成約所需的第十副牌（黑桃6副+方塊2副+紅心梅花各1副）；如果東家先前一直扣著♣Q，這裡就拋掉一張小紅心让东家的Q拿这墩，完成對東家的投入，东家上手後无论是回红心或方块（此時東家手上只剩紅心跟方塊），都要便宜庄家一墩了。

可以注意到，在這個例子中，即使兩張關鍵的紅色大牌之中至少有一張、或甚至是都在西家，這個小技巧也能讓莊家免去猜測的煩惱；而若是第四輪梅花打出來之後，莊家驚訝地發現其實♣Q在西家手上，那他需要做的事也就只是王吃下來，再去做一個原本就打算做的偷牌。在任何情況下，這個操作都是有利而無害的。